# 173rd Airborne Brigade Combat Team

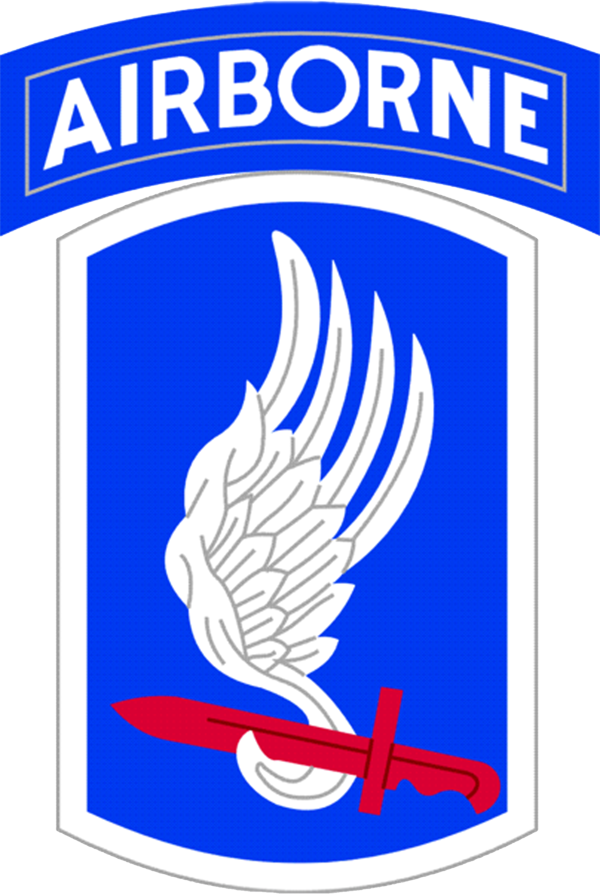
Schulterabzeichen der 173. US-Luftlandebrigade

Die 173rd Airborne Brigade Combat Team (deutsch 173. US-Luftlandebrigade) ist ein Luftlandeverband der United States Army. Sie ist die derzeit einzige konventionelle Luftlandeeinheit des United States European Command. Die Brigade hat ihr Hauptquartier in Vicenza, Italien.

## Geschichte

### Aufstellung
Die Brigade wurde am 5. August 1917 als Infanteriebrigade ins Leben gerufen und am 25. August der 87. US-Infanteriedivision in Camp Pike, Arkansas, zugeteilt. Sie wurde zwar 1918 nach Frankreich verlegt, nahm aber an keinen großen Operationen des Ersten Weltkriegs teil. Nach ihrer Rückkehr in die Staaten wurde die Brigade im Januar 1919 in Fort Dix, New Jersey das erste Mal deaktiviert.
Die Reaktivierung der Brigade erfolgte am 24. Juli 1921, sie wurde wiederum der 87. Infanteriedivision unterstellt und als Reserveeinheit eingestuft.

### Zweiter Weltkrieg
Da zu Beginn des Zweiten Weltkriegs sämtliche Brigaden als Untereinheiten der Divisionen aufgelöst wurden, erhielt die 173. Brigade im Februar 1942 die Bezeichnung „87th Reconnaissance Troop“ und wurde am 15. Dezember wieder als aktive Einheit in die 87. Infanteriedivision eingegliedert. Die ersten Einsätze erfolgten dann ab Sommer 1944, die Brigade kämpfte im Rheinland, in den Ardennen, im Elsass und wurde 1945 im Pazifikkrieg gegen die japanisch kontrollierte Philippineninsel Luzon eingesetzt. Nach dem Krieg wurde sie wiederum als Reserveeinheit eingestuft, dann von 1947 bis 1951 noch einmal reaktiviert, aber dann am 1. Dezember 1951 in Birmingham, Alabama deaktiviert und aus der 87. Infanteriedivision ausgegliedert.

### Vietnamkrieg
Die zweite Reaktivierung der Einheit erfolgte am 23. März 1963 auf Okinawa als 173. US-Luftlandebrigade. Sie wurde unter dem Kommando von Brigadegeneral Ellis W. Williamson als schnelle Eingreiftruppe des United States Pacific Command der regulären Armee unterstellt. Die Brigade trainierte intensiv, vor allem Fallschirmabsprünge und Dschungelkampf und verdiente sich während ihrer Trainingseinsätze auf Taiwan recht schnell ihren Spitznamen „Skysoldiers“, angelehnt an die nationalchinesischen „Tien Bien“-Fallschirmjäger. Der Name wurde später sogar als offizielle Bezeichnung der Einheit übernommen.

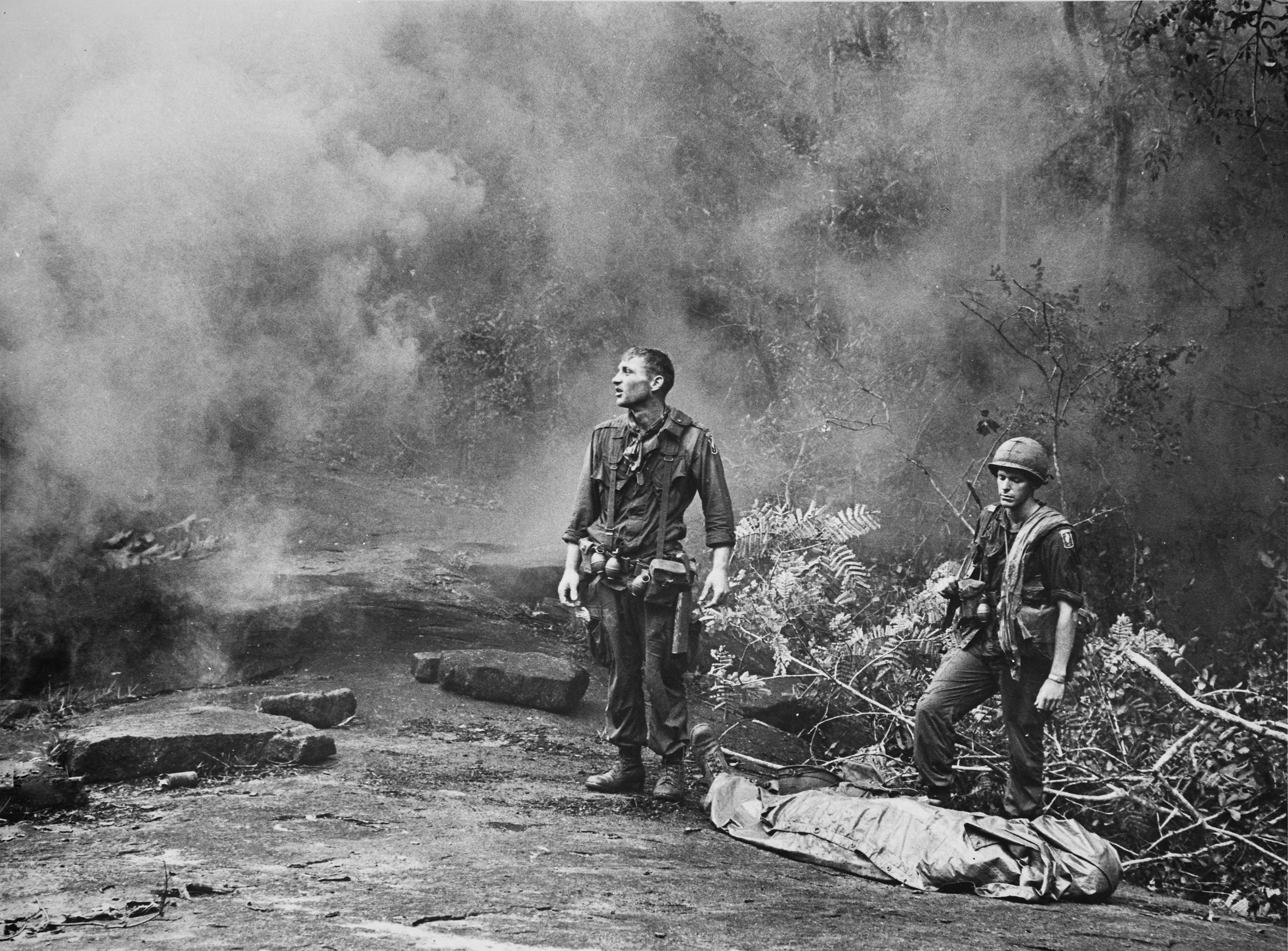
Zwei Soldaten der 173. US-Luftlandebrigade warten im Dschungel der Long-Khanh-Provinz auf die Bergung eines gefallenen Kameraden

Im Mai 1965 wurde die Brigade als erste größere Einheit der US Army während des Vietnamkriegs nach Südvietnam verlegt. Das Haupteinsatzgebiet der Skysoldiers war das Gebiet nördlich von Saigon, das die militärische Bezeichnung „War Zone D“ trug. Am 8. November 1965 geriet die Brigade während der Operation Hump in einen Hinterhalt von 1.200 Vietcongkämpfern und verlor 48 Mann bei den darauffolgenden schweren Gefechten.
Im Rahmen der Operation Junction City im Frühjahr 1967 führte die 173. Luftlandebrigade den einzigen Fallschirmjägereinsatz während des gesamten Vietnamkriegs durch. Im Sommer und Herbst desselben Jahres kämpfte die Brigade dann im sogenannten „Eisernen Dreieck“ nordwestlich von Saigon, einer undurchdringlichen Dschungelregion, die als Stützpunkt und Operationsbasis für nordvietnamesische Einheiten und Widerstandskämpfer des Vietcong diente. Die Eroberung des Hügels 875 im November 1967 war einer der blutigsten Kämpfe des gesamten Vietnamkriegs.
Während des Vietnamkriegs nahm die 173. Luftlandebrigade an 54 größeren Militäroperationen in ganz Südvietnam teil und erhielt unter anderem 4 Presidential Unit Citations. 12 Soldaten der Brigade erhielten, zum Teil postum, die Medal of Honor.
Nach ihrer Rückkehr in die Staaten 1971 wurde die Brigade am 14. Januar 1972 in Fort Campbell, Kentucky deaktiviert und aus der aktiven Armee ausgegliedert. Während des Krieges wurden 1.602 Soldaten des Verbands getötet, 8.435 wurden verwundet.

### Aktivierung
Die dritte Reaktivierung der 173. Luftlandebrigade erfolgte am 6. Dezember 2000 in Vicenza, Italien als Luftlandeeinheit der US Army Europe (USAREUR), dem europäischen Kommando der US Army.

#### Operation Iraqi Freedom
Am 26. März 2003 erfolgte der erste Kampfeinsatz, als Soldaten des Verbands in der Operation Northern Delay als Teil der Operation Iraqi Freedom im Norden des Iraks in der Autonomen Region Kurdistan absprangen und den 50 km nordöstlich von Erbil gelegenen Flugplatz Baschur sicherten, der als Ausgangsbasis für eine zweite Front gegen Bagdad genutzt werden sollte. 954 Soldaten wurden mit C-17 „Globemaster III“ direkt aus Italien eingeflogen, da die Türkei die Nutzung ihres Luftraums und der US-Stützpunkte für den Angriff gegen den Irak untersagt hatte. Anfang April wurden weitere Soldaten eingeflogen und eine Joint Special Operations Task Force-North (JSOTF-N) gebildet. Zusammen mit kurdischen Einheiten wurde die Demarkationslinie überschritten und am 10. April 2003 Kirkuk und bis Ende April Tikrit eingenommen.
Während einer Razzia in der nordirakischen Stadt Sulaimaniyya im Juni 2003 wurde von Soldaten der 173. Luftlandebrigade ein geheimer Stützpunkt der türkischen Armee ausgehoben. Der Zwischenfall führte als Sackaffäre zu schweren diplomatischen Verwicklungen zwischen der Türkei und den USA. Die letzten Soldaten des Verbands wurden im Februar 2004 wieder nach Italien verlegt, 9 Soldaten waren während des Einsatzes gefallen.

#### Enduring Freedom VI

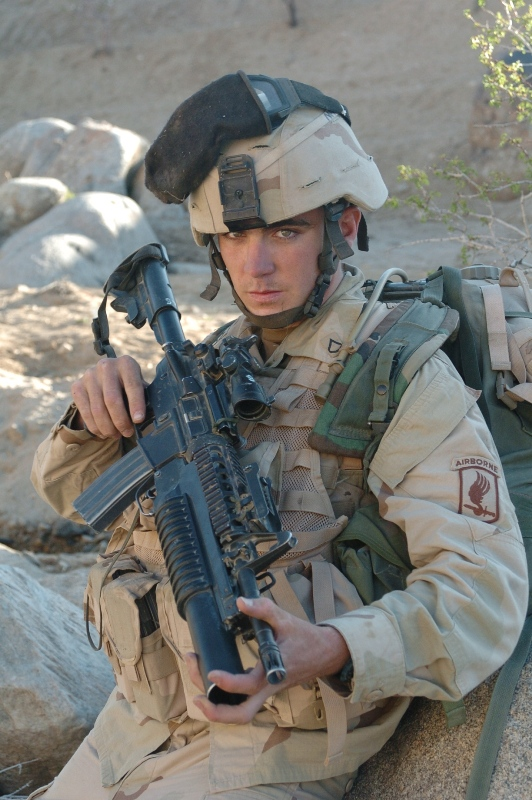
Soldat der 173. US-Luftlandebrigade während der Operation Enduring Freedom (2005)

Im Frühjahr 2005, verlegte die Brigade nach Afghanistan zur Unterstützung der Operation Enduring Freedom VI unter dem Kommando von Colonel Kevin Owens als Task Force Bayonet. Die Brigade übernahm die Kontrolle des Regional Command-South (RC South), bestehend aus den Provinzen Zabul, Kandahar, Helmand und Nimruz mit Ausnahme des 1. Battalion, 508th Parachute Infantry Regiment, welches seine Kompanien im Februar entlang der Afghanischen-Pakistanischen Grenze im Regional Command East (RC East) verlegte. Das 2. Battalion, 503rd Parachute Infantry Regiment führte Kampfoperationen in der Provinz Zabol durch. Das 3. Battalion, 319th Artillery Regiment von der 82nd Airborne Division, wurde der Brigade unterstellt als Task Force Gun Devil in der Provinz Kandahar. Sie bestand aus der Delta Company, 2-504th Parachute Infantry, Bravo Company, 1-508th Parachute Infantry, einen Militärpolizeizug, Stabskompanie des 3-319th Field Artillery Regiment und einer Afghan National Army Kompanie, geführt von französischen Spezialeinheiten. Bis Mitte März 2006 war die Brigade in Kandahar, Afghanistan stationiert, wo sie gegen Talibankämpfer vorging. Während des ein Jahr dauernden Einsatzes wurden im Zeitraum April bis Dezember 2005 insgesamt 16 Soldaten der Brigade in den Provinzen Ghazni, Kandahar und Zabul getötet.

#### Enduring Freedom VIII
Seit dem 6. Juni 2007 ist die als Infantry Brigade Combat Team (IBCT) transformierte Brigade zurück in Afghanistan. Sie übernahm im Osten des Landes als Task Force Bayonet in den Provinzen Nangarhar, Nuristan, Kunar und Laghmam den Dienst als ISAF-Friedenstruppe auf. Der Stab sowie die Unterstützungseinheiten sind in Dschalalabad in der FOB Fenty stationiert. Das 1. Bataillon, 503rd Infantry Regiment (Airborne) wird im Rahmen der Task Force Fury in der Provinz Paktika unter dem Kommando des 4th BCT, 82nd Airborne Division von der FOB Orgun aus eingesetzt. Das 2. Bataillon, 503rd Infantry Regiment (Airborne) dient in der heftig umkämpften Provinz Kunar. Die Kompanien des Bataillons sind entlang des Pech River in kleinen Kampfbasen/Fire Base verteilt. Im gleichen Gebiet sind auch Teile des 4. Bataillons, 319th Airborne Field Artillery Regiment mit ihrem 155-mm-Haubitzen in der FOB Blessing stationiert. Im äußersten Osten, nur 50 Kilometer entfernt zur Grenze nach Pakistan, verrichtet das 1. Squadron, 91st Cavalry Regiment in der FOB Naray sowie FOB Keating seinen Dienst. Die Pionierkompanie/Alpha Company, Special Troops Battalion und Teile des 4. Battalions, 319th Airborne Field Artillery Regiment mit 105 mm-Haubitzen sind in der Provinz Nangahar in der FOB Koghyani nördlich von Tora Bora stationiert. Nach ca. 15 Monaten im Einsatz verlegte die Brigade im Spätsommer 2008 wieder zurück in ihre Garnisonen nach Vicenza, Bamberg und Schweinfurt. Von Juni 2007 bis Juli 2008 wurden 42 US-Soldaten der Brigade getötet.

#### Enduring Freedom X
Das US-Verteidigungsministerium teilte im Sommer 2009 mit, dass die Brigade für einen weiteren Einsatz am Hindukusch vorgesehen ist und im Winter 2009/2010 nach Afghanistan verlegt würde.
Die Brigade wurde dabei überwiegend in der Provinz Lugar eingesetzt. Von Januar bis August 2010 wurden neun Soldaten der Brigade getötet.

#### Enduring Freedom XIII
2012 wurde die Brigade in den afghanischen Provinzen Lugar (Provinz) und Wardak eingesetzt. Von Juni bis Dezember 2012 wurden dabei 14 US-Soldaten der Brigade getötet, darunter 10 Soldaten des 503rd Infantry Regiment.

## Organisation

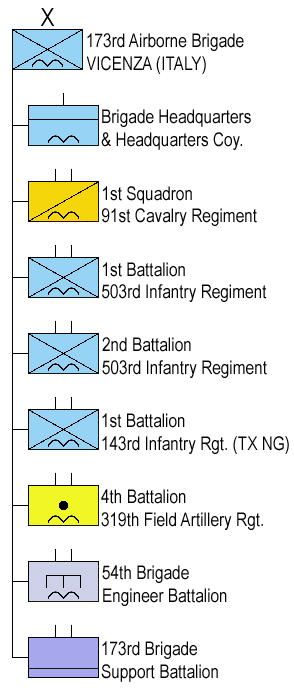
Organigramm der 173. US-Luftlandebrigade (Militärische Symbole)

Im Zuge der laufenden Transformation der United States Army wurde die Brigade wie folgt reorganisiert und in Vicenza sowie Grafenwöhr stationiert:
- Stab und Stabskompanie
- 1. Bataillon, 503. Infanterieregiment (Airborne)
- 2. Bataillon, 503. Infanterieregiment (Airborne)
- 1. Bataillon, 143. Infanterieregiment (Airborne) (Texas National Guard)
- 1. Schwadron, 91. Kavallerieregiment (Grafenwöhr)
- 4. Bataillon, 319. Feldartillerieregiment (Grafenwöhr)
- 54. Pionierbataillon (Airborne) (Feldjäger, Pioniere, Fernmelder)
- 173. Unterstützungsbataillon (Airborne) (Nachschub)

## Abzeichen

### Schulterabzeichen
- Beschreibung: Auf einem 7,62 cm hohen und 5,08 cm breiten blauen stilisierten Zylinder mit 3,2 mm breitem weißem Rand befindet sich eine weiße Schwinge, die in ihrer Wurzel ein rotes Bajonett hält. Über dem Zylinder befindet sich ein blaues geschwungenes Schild mit dem weißen Schriftzug „Airborne“.
- Symbolik: Das von der Schwinge getragene Bajonett verweist auf den Status der Brigade als Luftlandeverband, die Farben Blau, Weiß und Rot sind die amerikanischen Nationalfarben.
- Geschichte: Das Abzeichen am 13. Mai 1963 als offizielles Schulterabzeichen der Luftlandebrigade eingeführt, am 29. Juli wurde die Größe noch einmal angepasst. Am 26. April 2000 wurde das Schild mit der Aufschrift „Airborne“ hinzugefügt und die offizielle Beschreibung angepasst.[6]

### Einheitsabzeichen
- Beschreibung: Auf einem emaillierten Metallemblem von 3,18 cm Höhe befindet sich ein stilisierter Fallschirm, in dessen Zentrum sich ein Schwert und zwei Blitze auf blauem Hintergrund befinden. Unter dem Schirm befindet sich ein Banner mit dem Schriftzug „Sky Soldiers“ in blauen Lettern. Eingerahmt wird der Schriftzug und der Fallschirm von stilisierten Flügeln.
- Symbolik: Der Fallschirm und die Flügel verweisen auf den Luftlandecharakter der Brigade. Das auf den Boden gerichtete Schwert sowie der rote Fleck im Schirm verweisen auf den Kampfabsprung des Verbands in Vietnam, auf den auch das von den beiden Blitzen geformte V weisen. Die Blitze symbolisieren ebenfalls Schlagkraft und Geschwindigkeit sowie das Überraschungsmoment. Auch die numerische Bezeichnung der Brigade lässt sich aus verschiedenen Komponenten des Abzeichens zusammensetzen.
- Geschichte: Das Einheitsabzeichen wurde offiziell am 10. August 1967 eingeführt.[6]

## Trivia
Am 11. April 2016 führte der Großverband eine Luftlandeoperation auch mit dem Abwurf von Fahrzeugen auf dem Truppenübungsplatz Hohenfels durch, bei der 150 Nutzlasten abgeworfen wurden. Dabei lösten sich drei Humvees aus ihren Lastenfallschirmen und stürzten auf eine Wiese. Bei dem Vorfall wurde niemand verletzt.